# Лубартов замак
Лубартов замак (укр. Замок Любарта), Луцки замак (укр. Луцький замок) или Горњи замак (укр. Верхній замок) је најистакнутија знаменитост Луцка у Украјини. 

## Историјат
У Луцку је 1075. године саграђен дрвени зид, за време опсаде Болеслава II Смелог. Године 1149. је Луцк опседао и Јуриј Долгоруки који није успео да га заузме, а 1255. је у зидине ушао унук кана Џочија Куремса. Садашњи Лубартов замак који се уздиже изнад реке Стир је изграђен средином 14. века, око 1340-их, као утврђено седиште Гедиминовог сина Лубарта, последњег владара уједињене Галиције–Волиније. За изградњу замка су коришћени и неки делови ранијих зидина. Одбио је опсаде бројних владара међу којима су Казимир III од Пољске 1349, Владислав II Јагело 1431. и Жигмунд Кенстутајтис 1436. године. У замку је одржана Луцка конференција 1429. на којој су учествовали Жигмунд Луксембуршки, Василиј II Слепи, Владислав II Јагело, Витолд и војвода Влашке. Током владавине Витолда је замак додатно ојачан због заштите од артиљерије и пуцњаве. Главни улаз, сада зазидан, је био са запада и граничио се са мостом преко спољашњег шанца. Три главне куле, сада назване Лубарт, Швитригаила и Бискуп су подигнуте током 16. и 17. века. Зидови замка су некада затварали катедралу Светог Јована, палату великих војвода и епископску палату. Од њих данас постоји само неокласична палата бискупа. Унутар зидина замка је 2. јула 1941. убијено 1160 Јевреја, али ни данас не садржи никакав споменик или обележје тог догађаја. Лубартов замак је поред тог назива познат и као Луцки замак и Горњи замак јер је у 14. веку постојао још један градски замак, познат као Доњи замак, који је саградила породица Чарторијски, који је данас рушевина. Лубартов замак се налази на новчаници од 200 украјинских гривни.

## Архитектура

### Горњи замак
Горњи дио Лубартовог замка у цијелини је у облику једнакостраничног троугла са испупченим страницама, на чијим се врховима налазе куле које су међусобно удаљене око 100 м. Висина зидова је око 12 м изнад окна. Дебљина зидова достиже до 3 м, с тим да горњи дио има дебљину од 0,8 м. Укупно је за замак утрошено до 5 милиона цигли. Током шесто година свог постојања, ниво пода дворишта замка порастао је за око 3,8 м. Зидови и куле су зидани у готском зиданом систему. Величине цигле варирају у зависности од периода изградње. Уопштено, зидови замка су димензија (28-30)х(12,5-15)х(7,5-9,5) цм. На зидовима су истакнуте борбене галерије са пушкарницама. Зидови су понекад покривени кровом од шиндре. У близини куле Улаза и Владиче, на конзолама се држе еркери са машикулама - отворима за гранатирање зоне дна зида.
Полазни торањ је петоспратна паралелепипедна конструкција. Висина је 28 м, тлоцртне димензије 11,9×12,05 м. У јужном дијелу се налази спирално степениште, које је било повезано са кнежевском палатом. Зид околског дворца почиње од угла куле. У дну кулу подржавају моћни контрафори, подигнути почетком 19. вијека, који се према врху благо сужавају. Између њих је лучни улаз у замак. Изнад улаза се налазе два портала са лучним завршетком. Ово су некадашњи улази у дворац, а исте је некада затварао покретни мост. Други ниво куле има полуцилиндричне сводове, а трећи и четврти имају крстасте сводове. Само они разбијају генерално симетричну структуру главне фасаде куле. У средњем дијелу фасаде вире четвртасти зупци и налазе се изнад међувијенца. Горњи вијенац има аркатурни мотив и окружује обод куле. Испод њега су двије рупе. Врх има моћне мерлон зубе ренесансног облика. Задња фасада куле, која се отвара у двориште замка, је једноставније конструкције. Централни пролаз има готичку завршну обраду. Средњи нивои куле, са изузетком горњег, имају по један прозор, уоквирен белокаменом ренесансном летвицом.
Стирова кула, као и Улазна кула, има облик правоугаоног паралелепипеда, споља ослоњеног на контрафоре. Висина је 28 м, димензија у плану је 10к10 м. Такође има два спољна крака: источни (краћи) је остатак источног одбрамбеног прстена, јужни (дужи) је остатак дворца Околни. Има два улаза са белокаменитим порталима: доњи је дуго био зазиван, па је коришћен улаз другог реда. Одавде постоји веза са горњим нивоима спиралним степеништем које пролази кроз зид. На зидовима се могу вијети орнаментална врста цигле. Петостепена кула се завршава поткровљем са оградом. Генерално, дебљина зидова се смањује навише: на доњем слоју достиже 3 м, а на горњем (поткровљу) - 75 цм.Из трећег слоја постоје излази на борбена подручја зидова. У зидовима различитих спратова постоје пушкарнице, неки од прозора имају готичке оквире, други - ренесансни. Надвратници унутрашњих врата су лучни.
Архитектура Суверене куле је још сажетија. Висина те куле је 14 м, њена димензија у плану је 8,75к8,50 м. Дебљина зидова на доњем нивоу је до 3 м, на горњем - око 1 м. Кула је без украса. Са трећег нивоа су излази на бојна поља зидина. Свод изнад другог нивоа је цилиндричан. Мостови од пушкарница са лучним завршетком. Кула је покривена шаторским кровом од шиндре, изнад којег се на нози уздиже метална фигура „Кликуна“.
- Улазни торањ
- Владичина кула
- Стирова кула
- Лукови изнад улазне капије
- Прелаз између Улазне и Владичине куле
- Прелаз између Владичине и Стирове куле

### Околни замак
Иако је Околни замак одавно престао да постоји, према истраживањима, 55% од њега, укључујући куле, зидове и зграде замка из 18. вијека, и даље постоји као дијелови кућа у Луцку. Сачуван је и распоред улица у некадашњем Околнику. Зграде и дворишта која су била унутра одавно су нестала са терена замка, са изузетком неколико објеката.
Године 2006. обављени су радови на рестаурацији дијела зидина Околника, који су ишли од Улазне куле Горњег замка до зграде из 16. вијека, која је и данас очувана.
Кула замка кнезова Чорторијског округа је правоугаони паралелепипед покривен кровом од шиндре. Између куле и јужног угла језуитског колеџа, зид замка има пушкарнице. Са куле се излази на бојну галерију овог дела Околника. Постоји и излаз у супротном смеру - до зида замка, који се наставља ка југу. Сада је овај излаз делимично зазидан и остављен у виду прозора. Посебност очуваних делова Околског дворца су темељни лукови и орнаментално зидање појединих делова зидова, гдје су коришћене опеке различитих боја.
Рестаурација зидова Чорторијског торња одвијала се 2019-2020. године у оквиру пројекта „Нови живот старог града“, који је укључивао поправку подрума, фасаде језуитског манастира, торња Чорторијског са одбрамбеним зидом, као и добро уређеност околних подручја. Током рестаураторских радова у мају 2020. године пронађени су подруми торња. За подземне просторије раније се није знало, а у историјској литератури нема описа ових просторија. У прољеће 2021. године обновљене су и уједињене тамнице Чорторијевог торња и језуитског колегијума, а 2023. године отворене за посјетиоце..
Обновљен је и оближњи дио зида са орнаменталним зидањем, очишћена је околина од жбуња, ау близини је изграђена осматрачница. Обновљен је и сусједни зид језуитског колегијума.
- Рестаурирани дио зида околског замка, 2010. године
- Украсно зидање зидова Околника прије рестаурације, 2020. године
- Рестаурирани фрагмент зида Околника, 2021. године.
- Чорторијиски торањ прије рестаурације, 2009. године
- Рестауриран Чорторијски торањ, 2021. године
- Тамнице замка Околни у близини Чорторијског торња

### Натписи на зидовима дворца
Кроз историју замка, људи се нису суздржавали да оставе неку врсту натписа на спољном зиду Горњег дворца. У ствари, сви зидови између кула су прекривени натписима; обично имена људи и датуми. Најстарији пронађени натпис датира из 1444. године (или 1602., 1616. године). Направљена је на дијелу зида који је тада већ био изграђен. Записе карактерише разноврсност фонтова, метода гребања, калиграфије, ономастике и датирања. Пажњу привлаче натписи познатих људи. Да, натпис „А.Н. КОРЗЕНИОВСКИ Р.П. 1799“ припада том Козењевском, који је дуго радио на архиви замка, састављеној у посљедњих 300 година прије његовог рада. Испод Владарске куле налази се цигла у зиду на којој је сестра Лесје Украинке Олге једном написала: „1891 Олга КОСАЧ“.

## Модерна употреба
На другом спрату Капија-куле је изложба „Плоча”, гдје је изложен древни грађевински материјал пронађен током археолошких истраживања. Постоје цигле, цријепови и други материјал и прибор. Овде се налази и изложба „Чувар замка“. На самом врху куле налази се осматрачница са које се пружа поглед на стари град и његове знаменитости. Клуб историјске реконструкције налази се у Управљачкој кули, изложбе није отворена за посјетиоце. Изложба „Затвор” налази се на доњем нивоу Владичиног торња. Мало више је "Оружје замка", гдје је арсенал замка 15-17 вијека представљен за увид. Једини музеј звона у Украјини налази се на два горња нивоа куле. Постоји велика збирка звона са Волиња и других делова Украјине, из Пољске, Аустрије, Румуније, Русије. Најстарији датира из 1647. године.